# Philip Pullman
Philip Pullman, britanski pisatelj, * 19. oktober 1946, Norwich, grofija Norfolk, Anglija.
Pullman je avtor Njegove temne tvari, trilogije fantazijskih romanov, in mnogih drugih.

## Življenje
Pullmanov oče, Alfred Outram Pullman je bil pilot v RAF, njegova mati, Audrey Evelyn Outram pa gospodinja. Družina je zaradi očetove službe veliko potovala, med drugim v Zimbabve, kjer se je Pullman izobraževal. Ko je imel Pullman sedem let, je njegov oče umrl v letalski nesreči. Njegova mati se je znova poročila in Pullman se je z njo preselil v Avstralijo. Tam je spoznal stripe, kot sta bila Superman in Batman. Od leta 1957 je obiskoval srednjo šolo v Walesu, kasneje pa živel v Norfolku pri svojem dedku.
Leta 1963 se je vpisal na exetersko univerzo in tam leta 1968 diplomiral iz umetnosti. Dve leti kasneje se je poročil z Judith Speller in pričel poučevati otroke ter pisati šolske igre.
Pullman je med letoma 1988 in 1996 učil na Westminstrski univerzi v Oxfordu ter nadaljeval s pisanjem zgodb za otroke. Leta 1993 je začel pisati serijo Njegova temna tvar in leta 1996 izdal prvi roman Severni sij, ki je prejel več literarnih nagrad.
Leta 1996 se je popolnoma posvetil pisanju romanov, vendar občasno še piše za angleški časopis The Guardian. Prav tako je leta 2004 začel predavati na seminarjih angleščine na Exeterski univerzi.

## Dela
Eno njegovih najbolj znanih del je trilogija Njegova temna tvar:
1. Severni sij
2. Pretanjeni nož
3. Jantarni daljnogled